# 吳鏌
吳鏌（1499年—？），字利用，福建福州府長樂縣人，民籍，明朝政治人物。同進士出身。

## 生平
嘉靖七年（1528年）戊子科福建鄉試第五十四名舉人。嘉靖十四年（1535年）中式乙未科會試第二百三十三名，登第三甲第四十一名進士。復姓林，官至長史。

## 家族
曾祖吳彬；祖父吳炳，曾任壽官；父吳璽，母高氏；繼母高氏。具庆下。